# Gajanejos
Gajanejos ist ein Ort und eine Gemeinde (municipio) mit 54 Einwohnern (Stand: 2024) im östlichen Zentrum der Provinz Guadalajara in der Autonomen Gemeinschaft Kastilien-La Mancha. 

## Lage und Klima
Gajanejos liegt in einer Höhe von ca. 1030 m in der Kulturlandschaft der Alcarria. Die Entfernung zur südwestlich gelegenen Provinzhauptstadt Guadalajara beträgt ca. 28 Kilometer (Fahrtstrecke). Das Klima ist gemäßigt bis warm; Regen (533 mm/Jahr) fällt übers Jahr verteilt.

## Bevölkerungsentwicklung
| Jahr      | 1970 | 1981 | 1991 | 2001 | 2011 | 2021 |
| Einwohner | 293  | 138  | 112  | 80   | 54   | 57   |

## Sehenswürdigkeiten

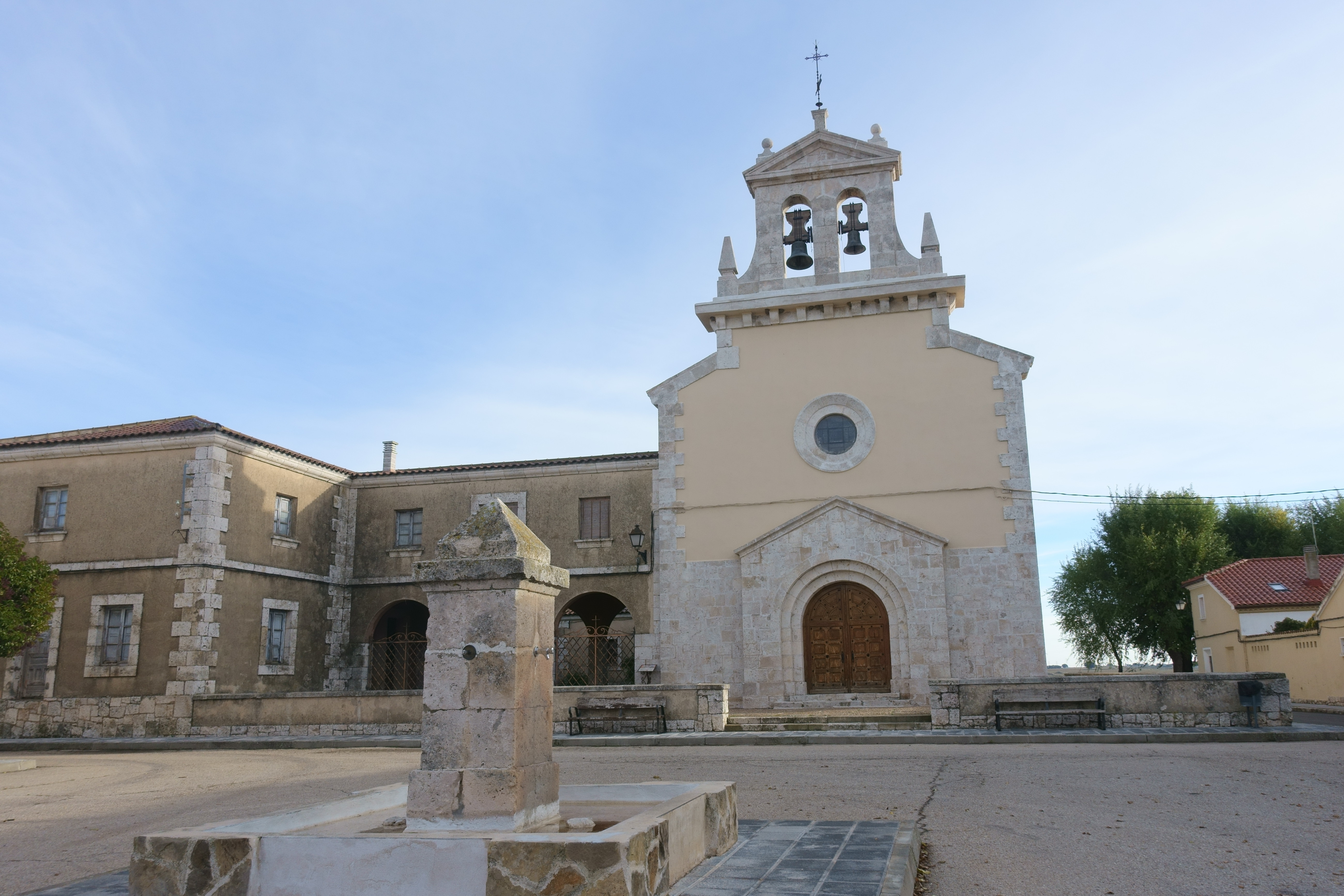
Peterskirche
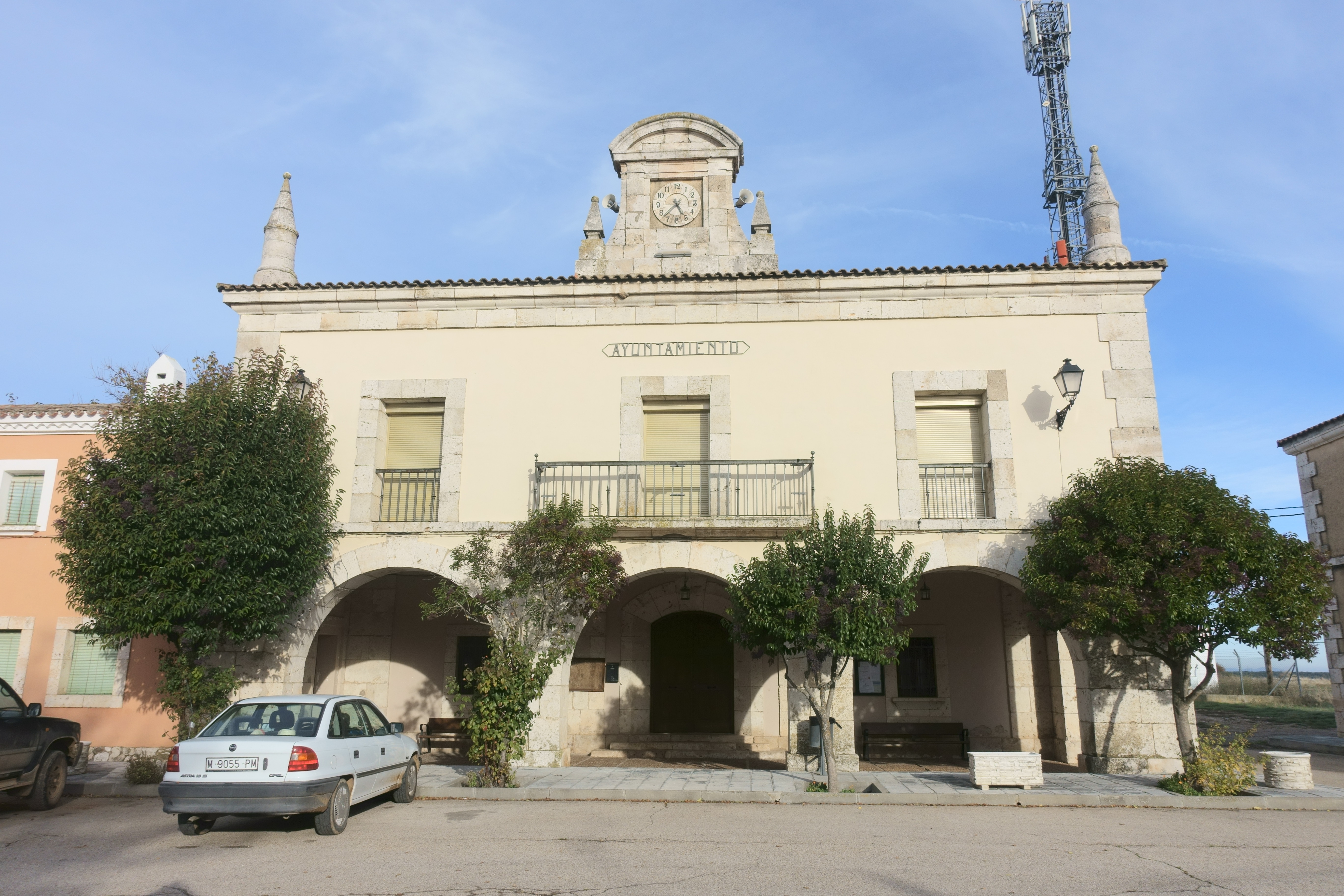
Rathaus

- Peterskirche
- Rathaus